# Casatenovo
Casatenovo ist eine Gemeinde in der Provinz Lecco in der italienischen Region Lombardei mit 13.286 Einwohnern (Stand 31. Dezember 2023).

## Geographie
Casatenovo liegt etwa 20 km südwestlich der Provinzhauptstadt Lecco und 30 km nordöstlich der Millionen-Metropole Mailand. Die Gemeinde umfasst die Fraktionen Galgiana, Campofiorenzo, Cascina Bracchi, Valaperta und Rogoredo. Im Jahr 1971 hatte die Gemeinde Casatenovo eine Fläche von 1.266 Hektar.
Die Nachbargemeinden sind Besana in Brianza (MB), Camparada (MB), Correzzana (MB), Lesmo (MB), Lomagna (LC), Missaglia (LC), Monticello Brianza (LC) und Usmate Velate (MB).

## Geschichte
Erstmals wurde die Gemeinde 867 vor Christus erwähnt. Das Dorf an sich entwickelte sich im 10. bzw. Anfang des 11. Jahrhunderts rund um die Burg der Familie Casati.
Nach dem vorübergehenden Anschluss der lombardischen Provinzen an das Königreich Sardinien wurde die Gemeinde Casatenovo gemäß der durch das Gesetz vom 23. Oktober 1859 festgelegten territorialen Aufteilung mit 2.367 Einwohnern, verwaltet von einem Rat mit fünfzehn Mitgliedern und eine Junta mit zwei Mitgliedern, gehörte zum Bezirk IV von Missaglia, Bezirk III von Lecco, Provinz Como. Bei der Gründung des Königreichs Italien im Jahr 1861 hatte die Gemeinde 2.619 Einwohner (Volkszählung 1861). Nach dem Gemeindegesetz von 1865 wurde die Gemeinde von einem Bürgermeister, einer Junta und einem Rat verwaltet. Im Jahr 1867 wurde die Gemeinde in denselben Bezirk, Kreis und dieselbe Provinz eingegliedert (Verwaltungsbezirk 1867). Im Jahr 1874 wurde die Gemeinde Casatenovo mit der aufgelösten Gemeinde Cassina de’ Bracchi zusammengelegt.
Im Jahr 1924 wurde die Gemeinde in den Bezirk Lecco der Provinz Como eingegliedert. Nach der Gemeindereform im Jahr 1926 wurde die Gemeinde von einem Podestà verwaltet. Nach der Gemeindereform von 1946 wurde die Gemeinde Casatenovo von einem Bürgermeister, einem Gemeinderat und einem Stadtrat verwaltet.

## Bevölkerung
| Bevölkerungsentwicklung | Bevölkerungsentwicklung | Bevölkerungsentwicklung | Bevölkerungsentwicklung | Bevölkerungsentwicklung | Bevölkerungsentwicklung | Bevölkerungsentwicklung | Bevölkerungsentwicklung | Bevölkerungsentwicklung | Bevölkerungsentwicklung | Bevölkerungsentwicklung | Bevölkerungsentwicklung | Bevölkerungsentwicklung | Bevölkerungsentwicklung |
| ----------------------- | ----------------------- | ----------------------- | ----------------------- | ----------------------- | ----------------------- | ----------------------- | ----------------------- | ----------------------- | ----------------------- | ----------------------- | ----------------------- | ----------------------- | ----------------------- |
| Jahr                    | 1861                    | 1871                    | 1881                    | 1901                    | 1921                    | 1931                    | 1951                    | 1961                    | 1971                    | 1981                    | 1991                    | 2001                    | 2022                    |
| Einwohner               | 3469                    | 3747                    | 3870                    | 4902                    | 5543                    | 5181                    | 6004                    | 7314                    | 8518                    | 10364                   | 10725                   | 11884                   | 13152                   |
| Quelle: ISTAT           |                         |                         |                         |                         |                         |                         |                         |                         |                         |                         |                         |                         |                         |

## Wirtschaft
Im Ort sind mehrere Lebensmittelhersteller ansässig. So unter anderem Galbusera und Vismara.

## Kultur und Sehenswürdigkeiten

### Feste
- Festa di San Giorgio – Fest des Ortspatrons am 23. April

### Sehenswürdigkeiten
- Die Propsteikirche San Giorgio, welche im 13. Jahrhundert erbaut wurde. Ihr heutiges Erscheinungsbild entstand jedoch 1635.[2]
- Die Kirche Santa Margherita, die 1462 wieder errichtet wurde. In ihr sind Fresken im spät-ghotischen/lombardischen Stile.[3]
- Die kleine Kirche Santa Giustina, die seit 1062 bekannt ist. Der Glockenturm ist im romanischen Stile gehalten. Die meisten Teile der Kirche wurden 1643 restauriert.[4]
- Die Kirche San Biagio[5]
- Villa Casati-Facchi.[6]
- Villa und Park D’Adda Mariani.[7]
- Villa Lurani-Cernuschi.
- Cascina Rancate, ein großes Landhaus aus dem 14. Jahrhundert, welches im 16. Jahrhundert restauriert wurde.[8]

## Bilder

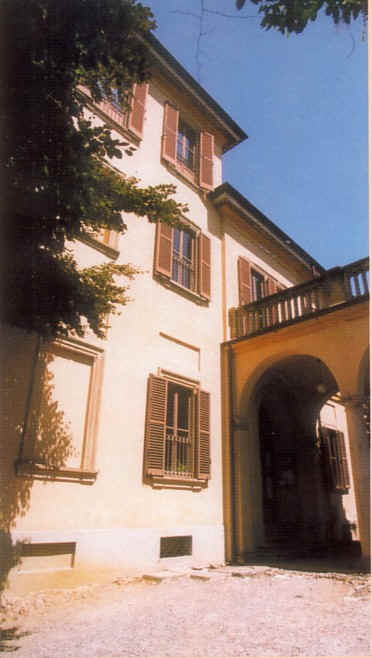
Villa Casati Facchi
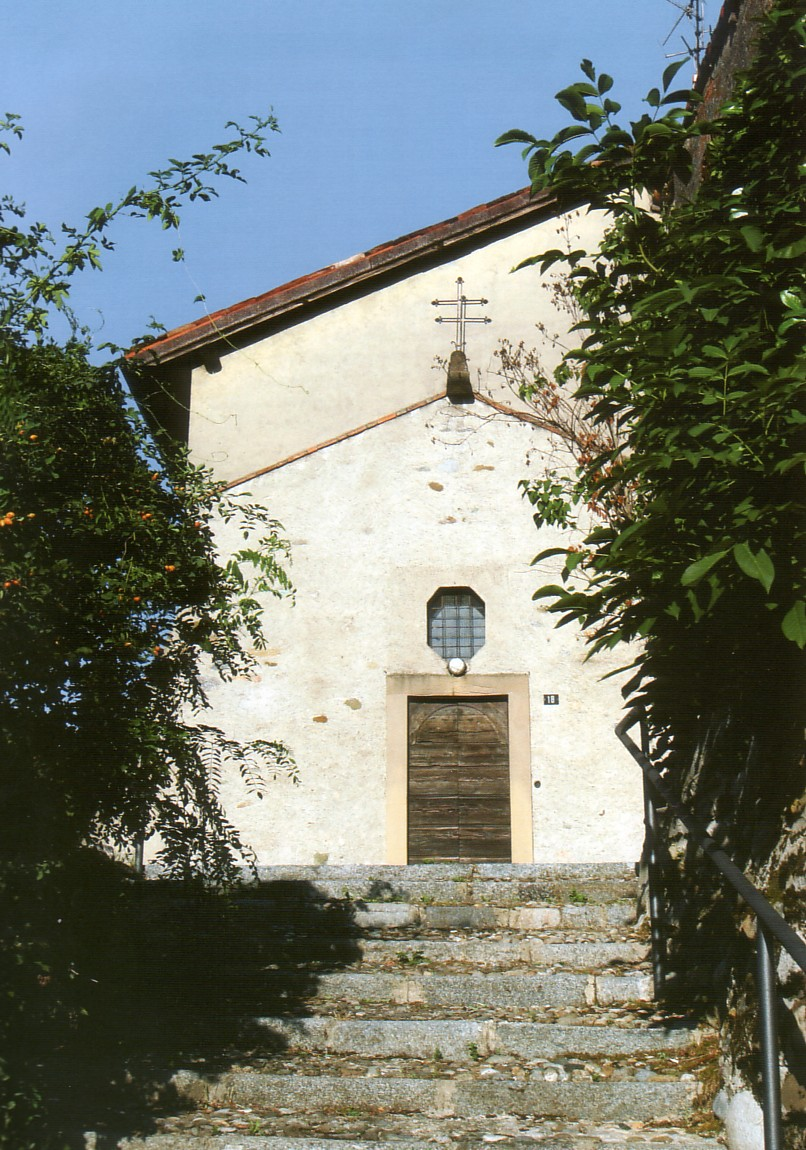
Kirche Santa Margherita
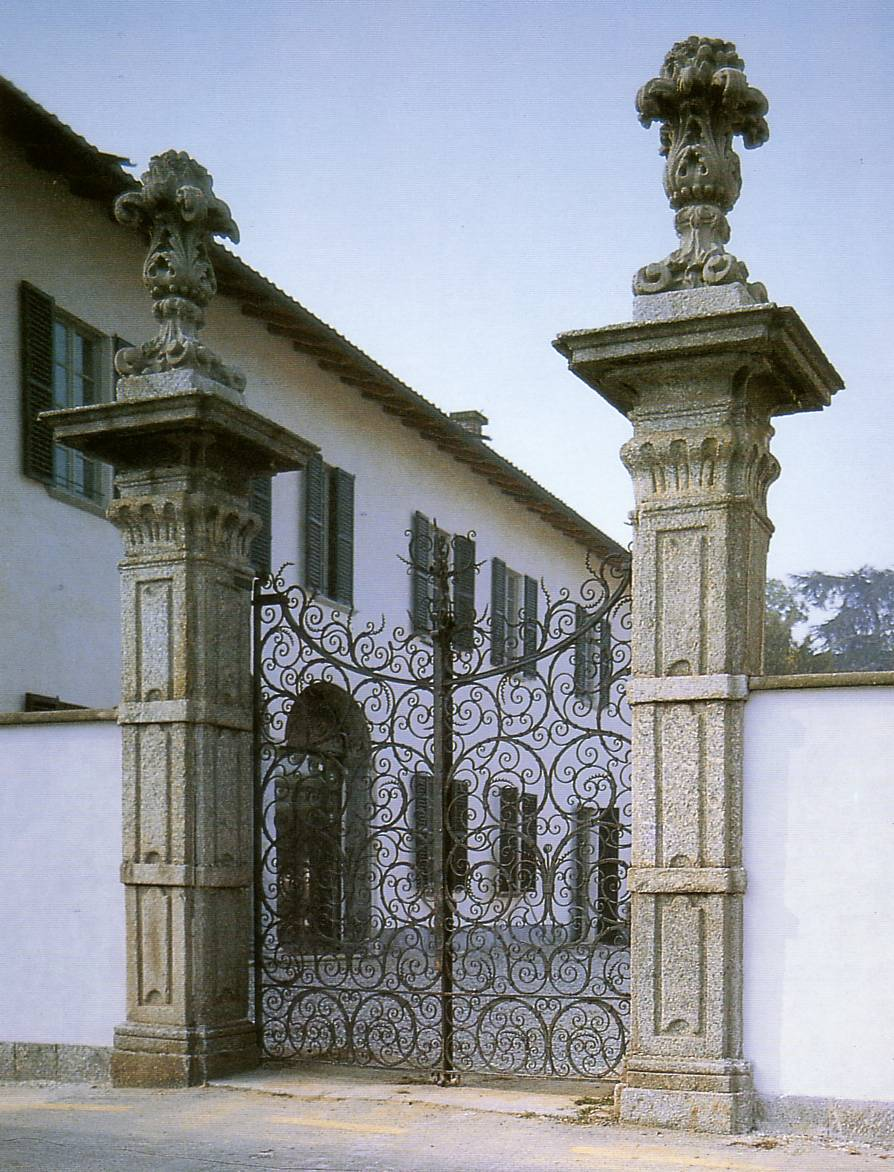
La Villa D'Adda-Mariani
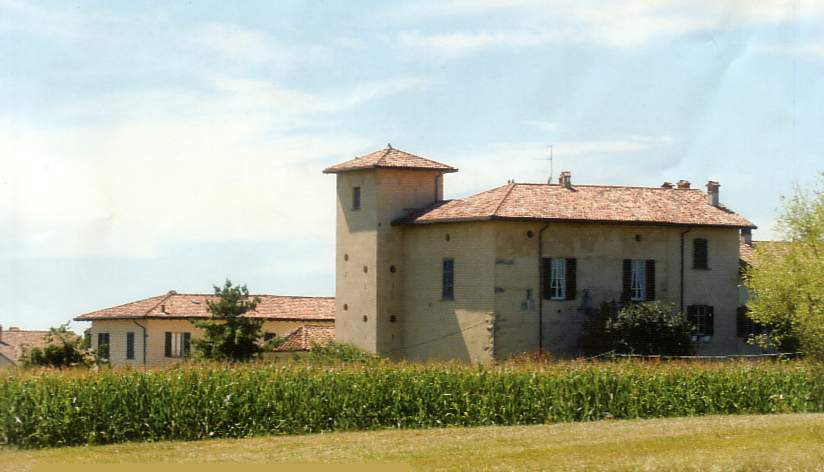
Cascina Rancate